# IC 2558
IC 2558 ist eine Spiralgalaxie mit ausgedehnten Sternentstehungsgebieten vom Hubble-Typ Sd im Sternbild Antila am Südsternhimmel, die schätzungsweise 106 Mio. Lichtjahre von der Milchstraße entfernt ist. Im selben Himmelsareal liegen die Galaxien IC 2552, IC 2556, IC 2559, IC 2560.
Das Objekt wurde am 1. Mai 1900 von DeLisle Stewart entdeckt.